# Straßenbahn Groß-Lichterfelde

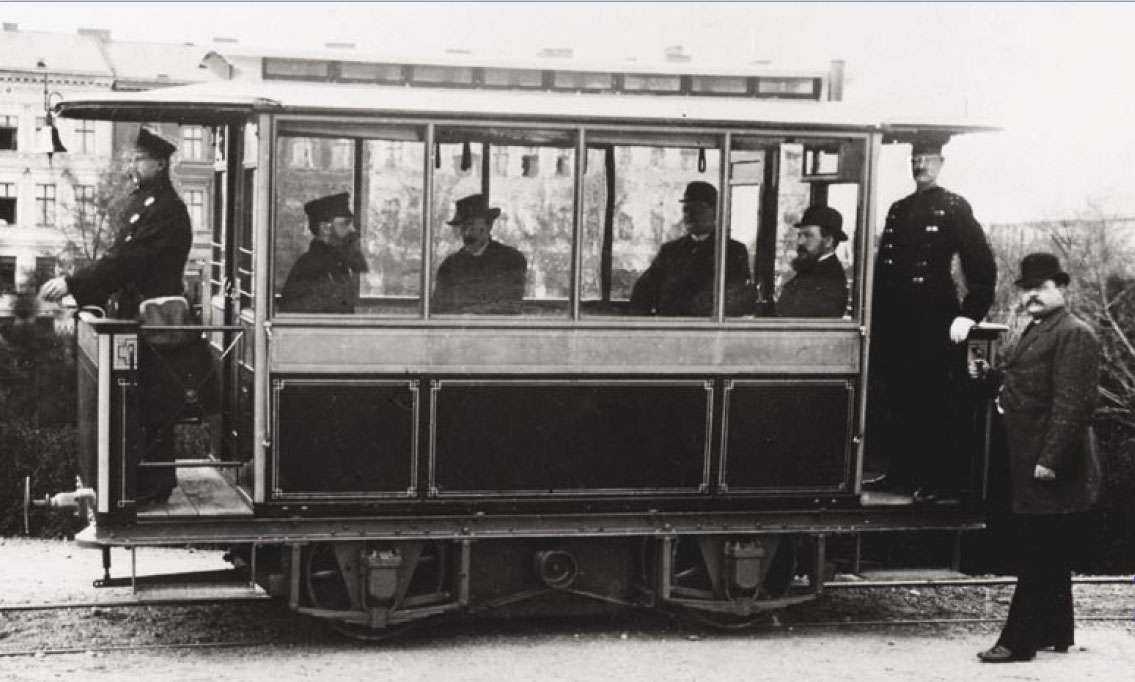
Erste elektrische Straßenbahn von Siemens & Halske, 1881

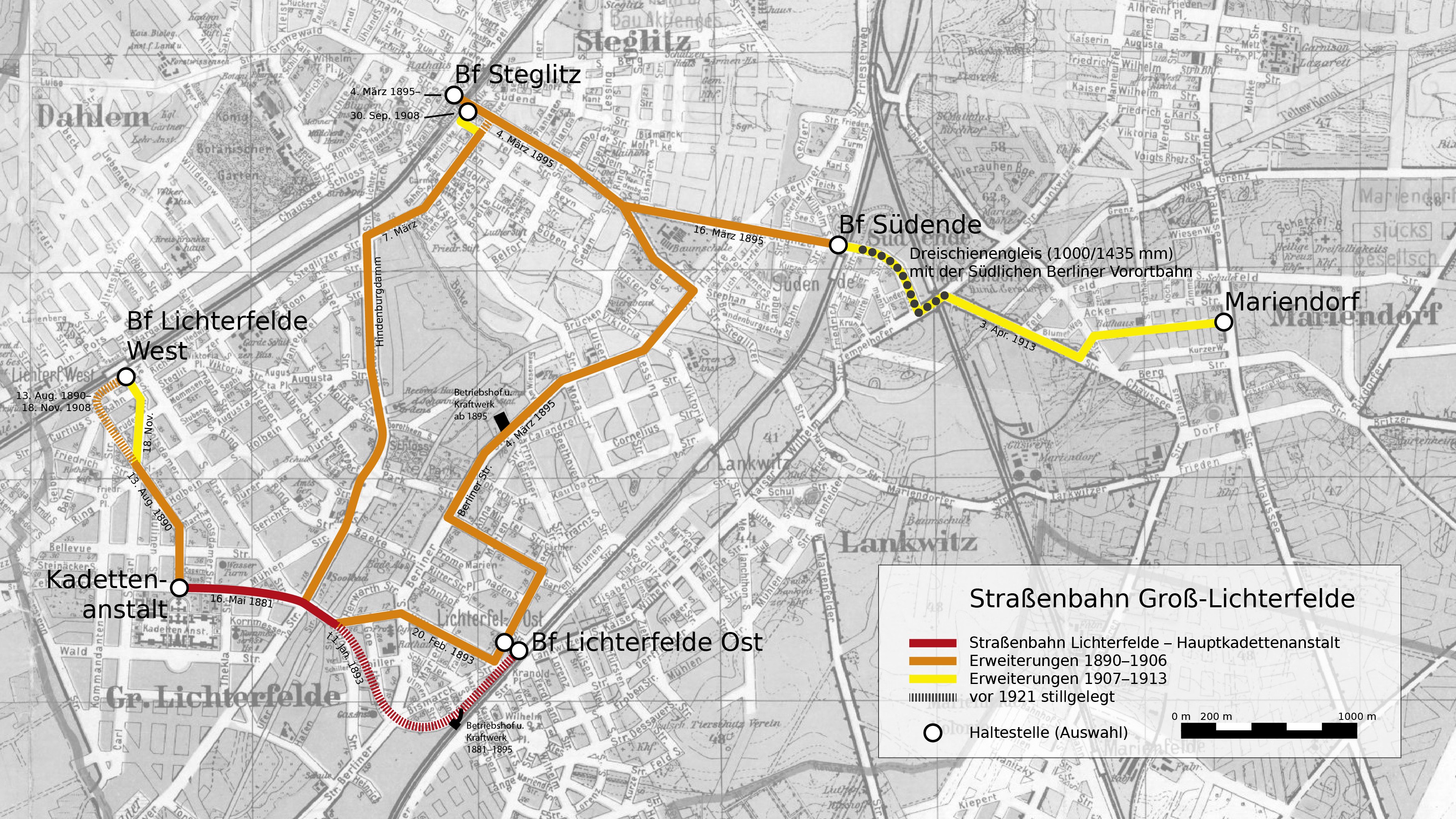
Streckenkarte der meterspurigen Straßenbahn in Groß-Lichterfelde

Die Straßenbahn Groß-Lichterfelde war die meterspurige Straßenbahn in den heutigen Berliner Ortsteilen und Ortslagen Lichterfelde, Lankwitz, Steglitz, Südende und Mariendorf. Sie entstand aus der 1881 eröffneten Elektrischen Eisenbahn in Lichterfelde, die als erste dauerhaft elektrisch betriebene Straßenbahn der Welt gilt (wobei dies auch von der Lokalbahn Mödling–Hinterbrühl beansprucht wird, jedoch im engeren Sinn). Sie wurde von Siemens & Halske errichtet und ab dem 16. Mai 1881 betrieben.
Zwischen 1890 und 1895 wurde die Bahn um weitere Strecken ergänzt und firmierte fortan als Elektrische Straßenbahn Groß-Lichterfelde – Lankwitz – Steglitz – Südende. Siemens blieb bis 1906 Eigentümer der Bahn, die dann an den Kreis Teltow verkauft wurde. Über die Teltower Kreisbahnen ging die Bahn letztlich im Straßenbahnnetz von Groß-Berlin auf. Am 14. Februar 1930 verkehrten die letzten Züge auf dem meterspurigen Netz.

## Geschichte

### Vorgeschichte
Nachdem Siemens auf der Berliner Gewerbeausstellung 1879 die erste brauchbare elektrische Lokomotive der Welt präsentiert hatte, versuchte er 1880 die Konzession für eine elektrische Hochbahn in der Friedrichstraße zu erhalten. Die Anwohner fürchteten jedoch eine Entwertung ihrer Häuser und machten auf die Nachteile der Bahn – wie herabtropfendes Schmieröl, die Verdunkelung des Straßenzuges und die Gefahr eines vom Viadukt herabstürzenden Wagens – aufmerksam. Eine Eingabe der Anwohner beim Berliner Polizeipräsidenten hatte den gewünschten Erfolg und führte zur Ablehnung des Vorhabens. Ein späteres Projekt für die Leipziger Straße scheiterte ebenso.
Die preußischen Behörden machten Siemens auf eine stillgelegte Materialtransportbahn in Lichterfelde südöstlich der Hauptstadt aufmerksam. Die 2,4 km lange normalspurige Bahn war für die Bauarbeiten an der Preußischen Hauptkadettenanstalt angelegt worden. Der Besitzer des Ritterguts Lichterfelde, Johann Anton Wilhelm Carstenn, hatte seinerzeit den Neubau der Kadettenschule in Lichterfelde angeregt, musste aber dem Militärfiskus zahlreiche Zugeständnisse einräumen. Zu diesen gehörte auch eine günstige Verkehrsanbindung der Anstalt an die Anhalter Bahn. Für das Lehrpersonal musste Carstenn Freifahrten finanzieren, und Kadetten sollten einen ermäßigten Fahrpreis entrichten, um am kulturellen Leben Berlins teilnehmen zu können. Nach der Eröffnung der Schule im Jahr 1878 ließ Carstenn einen Pferdebahnbetrieb auf den Gleisen der Materialbahn einrichten. Da diese vorrangig von Kadettenschülern genutzt wurde, waren die Einnahmen sehr gering, sodass die Bahn 1879 eingestellt wurde und brach lag.

### Die erste Strecke zur Kadettenanstalt 1881

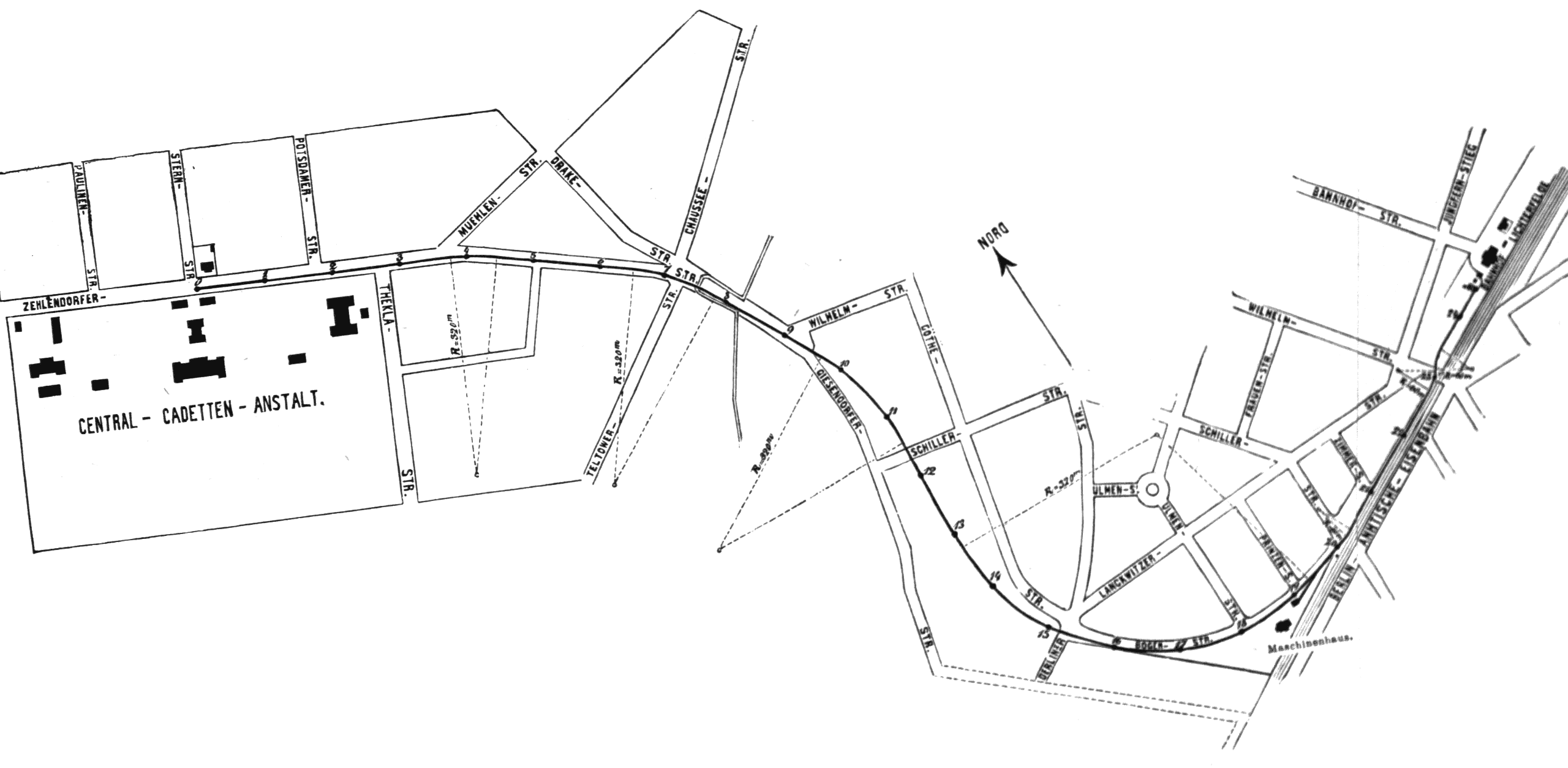
Ursprüngliche Streckenführung mit dem Maschinenhaus und der Wagenhalle an der Bogenstraße (1881–1890)

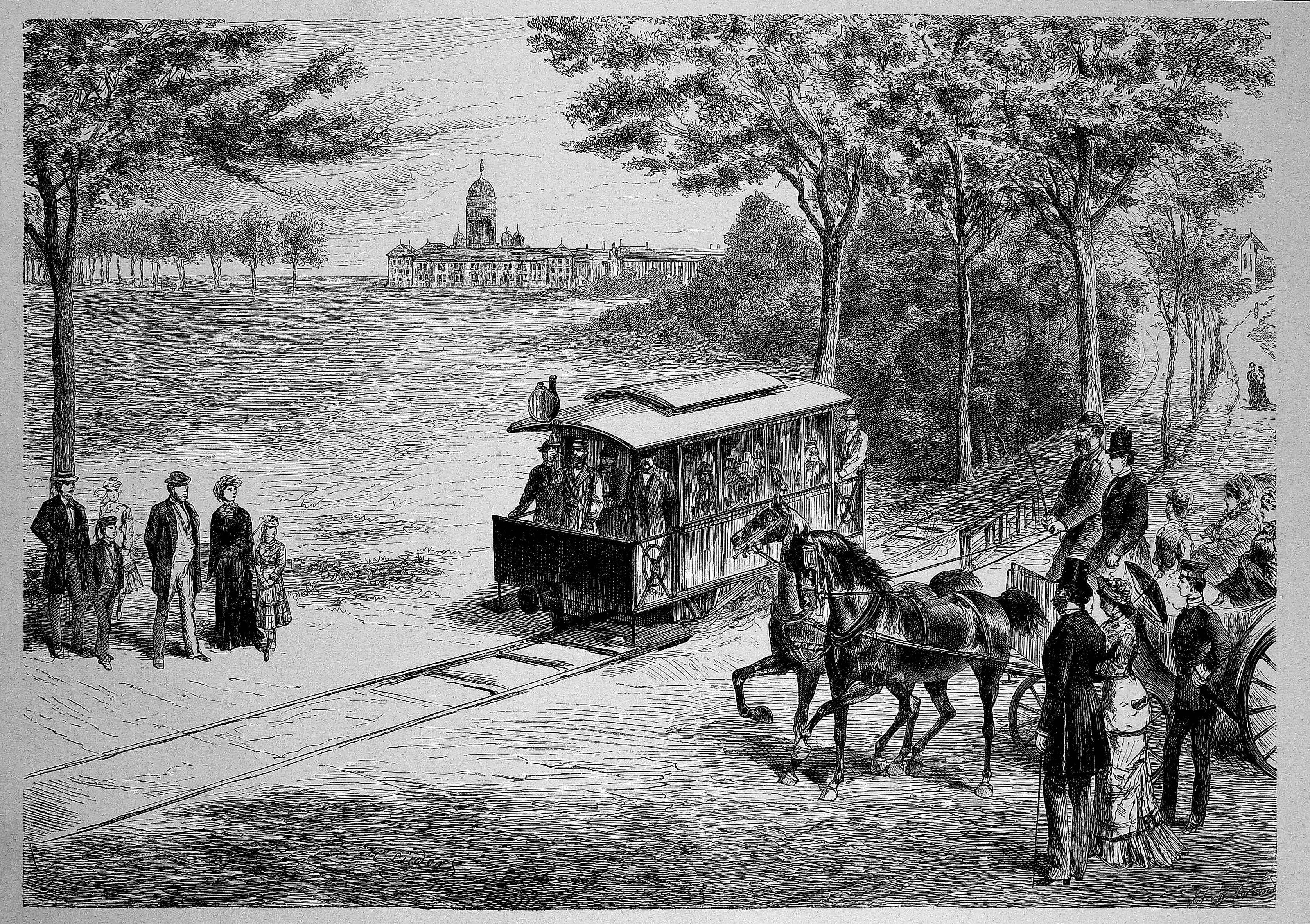
Illustration zur ersten Straßenbahn aus der Zeitschrift Gartenlaube von 1881; im Hintergrund der Kuppelbau der Kadettenanstalt

Im Jahr 1881 erlaubte Carstenn der Telegraphen Bau-Anstalt von Siemens & Halske auf der Strecke eine elektrische Bahn verkehren zu lassen. Als Gegenleistung verlangte er, dass das Personal der Kadettenanstalt kostenlos zu befördern sei, womit er seinen Verpflichtungen gegenüber dem Fiskus weiterhin nachgekommen wäre. Anschließend reichte das Unternehmen beim Landratsamt des Kreises Teltow detaillierte Pläne ein und beantragte die nötige Konzession, die bald darauf erteilt wurde. Für den Betrieb wurde die Strecke auf eine Spurweite von 1000 Millimeter (Meterspur) umgebaut, um die Fahrzeuge leicht halten zu können.
Die Strecke begann am Bahnhof Lichterfelde westlich der Anhalter Bahn. Nach Kreuzung mit der Wilhelmstraße näherte sich die Strecke der Anhalter Bahn und folgte dieser bis zur Kreuzung Schillerstraße. Hinter der Kreuzung zweigte das Gleis zur Wagenhalle ab. Weiter ging es entlang der Bogenstraße bis zur Kreuzung mit der Berliner Straße, Lankwitzer Straße und Goethestraße. Durch damals unbebautes Gelände näherte sich die Bahn in einer S-Kurve der Bäkeniederung. An der Kreuzung Giesensdorfer Straße Ecke Wilhelmstraße erreichte die Strecke wieder Straßengelände. Nach Querung der Bäke, in deren Verlauf später der 1906 eröffnete Teltowkanal angelegt wurde, erreichte die Strecke den Ort, an dem sich die ab 1897 als Wiesenbaude bekannte Ausflugsgaststätte befand.
Hier trafen die Straßen Drakestraße, Teltower Straße, Chausseestraße und Zehlendorfer Straße zusammen. Das Gleis bog hier in die Zehlendorfer Straße ein und folgte dieser bis zum Haupteingang der Kadettenanstalt. 
Das Streckengleis befand sich auf einer eigenen Trasse entweder neben den Fahrwegen oder im freien Gelände. Die meisten Straßen waren zu diesem Zeitpunkt ohnehin noch nicht befestigt. Das Betreten des Bahnkörpers war per Ortspolizei-Verordnung vom 14. April 1881 untersagt. Auf einer Länge von 460 m war eine zehn Promille starke Steigung zu überwinden. Die festgelegte Höchstgeschwindigkeit lag bei 20 km/h. Bei den ab dem 12. Mai 1881 durchgeführten Probefahrten zeigte sich, dass der Triebwagen selbst bei voller Besetzung noch imstande war, 40 km/h schnell zu fahren.
Die Stromversorgung erfolgte über die beiden Fahrschienen, die als Hin- und Rückleiter dienten. Die geringe Spannung von 180 Volt Gleichspannung und die vom übrigen Verkehr getrennte Trasse ließen dies weitgehend zu. Die Isolation der beiden Leiter durch die Holzschwellen wurde als ausreichend betrachtet. Siemens wählte die Stromzuführung über die Fahrschienen, „weil es der Stromzuleitung bei elektrischen Hochbahnen am meisten entspricht, obwohl es, angewendet auf Bahnen zu ebener Erde, technische Unbequemlichkeiten zu Folge hat […] Es kann also die Lichterfelder Bahn keineswegs als Muster einer elektrischen Bahn zu ebener Erde betrachtet werden; sie ist vielmehr als eine von ihren Säulen und Längsträgern herabgenommene und auf den Erdboden verlegte Hochbahn aufzufassen.“
Am 15. Mai 1881 fanden erste Fahrten für den Publikumsverkehr statt. Der Andrang war vormittags noch mäßig, stieg aber zum Nachmittag hin an, sodass der einzige Triebwagen mehrfach voll belegt war. „Dabei ward von den Zurückgebliebenen vielfach die Gelegenheit benutzt, um sich durch Betasten der beiden Schienen mit nassen Fingerspitzen gratis elektrisiren  zu lassen. Auch eine neue Errungenschaft der Verkehrsmethode.“ Der fahrplanmäßige Verkehr auf der Elektrischen Eisenbahn in Lichterfelde, wie die Bahn damals genannt wurde, begann am Folgetag. Der Abschnitt vom Bahnhof bis zur Wilhelmstraße war zu diesem Zeitpunkt noch nicht in Betrieb. In den ersten Tagen nach der Eröffnung kam es zu einzelnen Vorfällen, bei denen Pferde die Leitungen durch gleichzeitiges Betreten beider Schienenköpfe überbrückten und mehr oder weniger heftige Stromschläge erlitten. Um dem zu begegnen, wurden an den Wegeübergängen isolierte Schienenstücke eingebaut und die Leitungen unterirdisch miteinander verbunden. Der Wagen befuhr die Übergänge mit Schwung. Später wurden Schütze installiert, die beim Befahren der Übergänge eingeschaltet wurden, sodass die besagten Gleisabschnitte kurzzeitig unter Spannung standen.

### Die Streckenverlängerung bis zur Potsdamer Bahn 1890

Einer der ersten beiden Triebwagen mit der frühen Version eines Bügelstromabnehmers, um 1890

Im Jahr 1890 wurde die Strecke durch die Sternstraße um 1,4 km bis zum Bahnhof Groß-Lichterfelde B.M. an der Berlin-Potsdam-Magdeburger Eisenbahn – im Folgenden Potsdamer Bahnhof genannt – verlängert. Die Verlängerung war mit einer einpoligen Oberleitung ausgestattet. Als Stromabnehmer wurde ein vom Siemens-Mitarbeiter Walter Reichel entwickelter Doppelbügel-Stromabnehmer verwendet, der als Vorläufer des späteren Lyrabügels gelten kann. Der Doppelbügel war gefedert und wurde von einem schräg zur Oberleitung auf Gummiklötzen befestigten Gestell getragen. An der Übergangsstelle zwischen beiden Systemen wurde mittels eines in das Lichtraumprofil hinein ragenden Hebels automatisch umgeschaltet. Für die Oberleitung verwendete man fünf Millimeter starken Stahldraht, der in einer Höhe von viereinhalb Metern gespannt war, die Masten standen in einem Abstand von 40 m zueinander. An den Endhaltestellen war die Fahrdrahthöhe auf fünf Meter angehoben, um die Stromabnehmer für den Richtungswechsel umklappen zu können. Später ging Siemens dazu über, für den Fahrdraht Kupfer und für die Schleifstücke Messing zu verwenden, wodurch sich die Funkenbildung etwa bei Raureif in Grenzen hielt. Der zweite Bügel wurde später entfernt, da er sich als unnötig erwies. Nach Probefahrten im Juli 1890 konnte der Fahrgastbetrieb am 13. August 1890 aufgenommen werden.

### Weiterer Ausbau des Streckennetzes ab 1893
Im Jahr 1892 führte Siemens & Halske mit der Gemeinde Groß-Lichterfelde Verhandlungen über eine Verlegung des östlichen Streckenabschnittes in die Wilhelmstraße, um das Rathaus und das Gymnasium anbinden zu können. Gleichzeitig wurde eine Erweiterung der Straßenbahn zu einer Ringlinie in Aussicht genommen. Die Verlegung der Strecke begann am Neujahrstag 1893 mit der Stilllegung des Streckenabschnittes zwischen Anhalter Bahnhof und Giesensdorfer Straße. Das Gelände zwischen Bogenstraße und Giesensdorfer Straße wurde später bebaut, der ehemalige Verlauf ist hier anhand der Grundstücksgrenzen noch zu erkennen. Am 20. Februar 1893 ging die Neubaustrecke durch die Wilhelmstraße in Betrieb. Der Abschnitt durch die Zehlendorfer Straße wurde im Rahmen des Neubaus ebenfalls mit einer Oberleitung versehen. Vermutlich ist auch in diesem Zusammenhang die Betriebsspannung der Bahn von 180 auf 500 Volt Gleichspannung angehoben worden.

Triebwagen 3, um 1895

Die angedeuteten Ausbaupläne weckten bei den Bewohnern der benachbarten Orte Steglitz, Lankwitz und Südende das Interesse an einem Straßenbahnanschluss. Die geringe Rentabilität der Stammstrecke verhinderte jedoch, dass Siemens den Ausbau selbst in die Hand nahm. Das Unternehmen gab daher Interessens-Anteilscheine zu jeweils 250 Mark aus, die auf den jeweiligen Zeichner ausgestellt waren. Es verpflichtete sich zu einem 15-Minuten-Takt auf den zu bauenden Strecken, einem maximalen Fahrpreis von 25 Pfennig und Teilstrecken à zwei Kilometer zu jeweils zehn Pfennig sowie eine fünfprozentige Zinszahlung bei etwaiger Erwirtschaftung von Gewinnen. Auf diese Weise wurden Anteilsscheine in einer Gesamthöhe von 210.500 Mark gezeichnet. Die Anteilsscheine wurden später von Siemens und ab 1906 von den Teltower Kreisbahnen zurückgekauft. Es entstanden zwei Strecken von Groß-Lichterfelde zum Bahnhof Steglitz. Die östliche Strecke führte über Jungfernstieg, Boothstraße, Berliner Straße und Albrechtstraße. Die westliche Strecke begann an der Kreuzung Giesensdorfer Straße Ecke Chausseestraße, die nach dem bekannten Ausflugslokal auch als Wiesenbaude bezeichnet wurde, und führte über die Chausseestraße und Schützenstraße zur Albrechtstraße. Die Endhaltestelle befand sich jenseits der Kreuzung mit der Potsdamer und Wannseebahn am Kuhligkshof. Eine weitere Strecke fädelte an der Albrechtstraße aus und führte über die Mariendorfer Straße zum Bahnhof Südende. Die Strecken waren eingleisig angelegt, aber so mit Ausweichen ausgestattet, dass ein 10–15-Minuten-Takt möglich war. Die polizeiliche Abnahme fand am 28. Februar 1895 statt.
Die Inbetriebnahme der drei Strecken fand kurz nacheinander statt. Am 4. März 1895 ging die Linie Anhalter Bahnhof – Berliner Straße – Bahnhof Steglitz in Betrieb. Drei Tage später folgte die Linie Giesensdorfer Straße Ecke Chausseestraße – Bahnhof Steglitz und am 16. März 1895 kam die Linie Bahnhof Steglitz – Bahnhof Südende hinzu. Die Linien waren mit verschiedenfarbigen Signaltafeln gekennzeichnet, die anfänglich diversen Änderungen unterworfen waren. Die Gleislänge betrug ab dem Tag 13,15 km. Im gleichen Monat änderte die Bahn ihre Bezeichnung in Elektrische Straßenbahn Groß-Lichterfelde – Lankwitz – Steglitz – Südende (ESGL), Eigentümer blieb weiterhin Siemens.

Triebwagen 14 begegnet einem für den italienischen Markt gefertigten Obus, um 1900

Der Bau des Teltowkanals brachte in den Jahren 1903 bis 1906 den Neubau mehrerer Brücken mit sich, die entlang der von der ESGL befahrenen Strecken entstanden. Die Siemensbrücke entlang der Siemensstraße wurde ab dem 26. Oktober 1903 von der Straßenbahn befahren, die Emil-Schulz-Brücke im Zuge der Giesensdorfer Straße wurde ab dem 3. Februar 1905 befahren. Etwa zeitgleich wurde der Abschnitt zwischen Wiesenbaude und Anhalter Bahnhof zweigleisig ausgebaut.

### Betriebsführung durch die Teltower Kreisbahn ab 1906
Mit Kreistagsbeschluss vom 10. Februar 1906 erwarb der Kreis Teltow die ESGL zum 1. April 1906. Der Kaufpreis lag bei 1,45 Millionen Mark (kaufkraftbereinigt in heutiger Währung: rund 10,83 Millionen Euro). Das gesamte Personal trat in den Dienst des Kreises ein, der für den Weiterbetrieb der Bahn die Teltower Kreisbahnen gründete. Die meterspurige Bahn wurde darin als Betriebsleitung Lichterfelde geführt.
Unter der Führung der TKB erfuhr das Streckennetz einige Änderungen. Am 30. September 1908 ging ein kurzes Streckenstück in der Mittelstraße und Berlinickestraße südlich des Bahnhofs Steglitz in Betrieb. Anderthalb Monate später, am 18. November 1908, wurde der Streckenabschnitt zum Potsdamer Bahnhof in die Baseler Straße verlegt und die Gleise in der Sternstraße stillgelegt. Am 3. April 1913 wurde die am Bahnhof Südende endende Linie über Tempelhofer Straße, Bahnhof Mariendorf, Ringstraße und Kaiserstraße bis zur Ecke Chausseestraße verlängert. Zwischen den Bahnhöfen Südende und Mariendorf befand sich ein Dreischienengleis, deren normalspuriger Teil der Südlichen Berliner Vorortbahn zustand.

### Übernahme durch die Berliner Straßenbahn 1921
Nach der Bildung von Groß-Berlin am 1. Oktober 1920 lag die Strecke auf Berliner Gebiet und war damit formell auch im Eigentum der Stadt. Da die Teltower Kreisbahnen ihren Sitz weiterhin außerhalb der Stadt in Teltow hatten, kam es zu Rechtsstreitigkeiten in Bezug auf die Bahn. Am 16. April 1921 wurden die Teltower Kreisbahnen von der Berliner Straßenbahn übernommen. Die Linien erhielten am 5. November 1921 neue Kennzeichnungen mit Buchstaben, die sich am Laufweg orientierten. Die Linien LB und LH verbanden die Bahnhöfe Steglitz und Groß-Lichterfelde Ost miteinander, je nach Linie mit Laufweg über die Berliner Straße oder den Hindenburgdamm; die Mariendorfer Linie erhielt den Buchstaben M zugeteilt und die alte Linie zwischen den Bahnhöfen Groß-Lichterfelde West und Ost das Linienkürzel WO.
Im Zuge der Inflationszeit kam es zu mehreren Änderungen an den Verläufen. Am 1. Mai 1922 stellte die BSt die Linien LB und WO ein und ersetzte sie durch die Linien 53 (Bahnhof Steglitz – Berliner Straße – Lichterfelde, Jungfernstieg) und 153 (Bahnhof Steglitz – Berliner Straße – Jungfernstieg – Bahnhof Groß-Lichterfelde West). Die Linie 53 wurde Ende des Jahres am 15. Dezember 1922 eingestellt, die Linie 153 blieb bis zur vollständigen Betriebssteinstellung am 9. September 1923 bestehen. Der nach dem „straßenbahnlosen Tag“ gültige Fahrplan vom 10. September 1923 führt nur die beiden Buchstabenlinien LH und M auf, diese wurden am 1. Mai 1924 durch die Linien 46 und 97 mit gleichem Laufweg ersetzt. Gleichzeitig führte die Berliner Straßenbahn-Betriebs-Gesellschaft eine Linie 42 ein, die den Laufweg der ehemaligen Linie 153 übernahm. Ab dem 15. September 1924 verkehrte die Linie 46 ab Lichterfelde Ost weiter über die Berliner Straße zurück zum Bahnhof Steglitz, wodurch eine annähernd ringförmige Schleifenlinie entstand.
Im Jahr 1925 begann der Umbau der ersten Schmalspurstrecken auf Normalspur. Das Vorhaben war auf Grund der Hyperinflation verschoben worden. Als erste Strecke wurde der Hindenburgdamm bei laufendem Betrieb umgespurt. Am 25. August 1925 konnte die Linie 56 (Stettiner Bf – Bf Steglitz) von Steglitz zur Wiesenbaude verlängert werden. Die Linie 46 wurde gleichzeitig eingestellt und die Gleise in der Berlinickestraße, Mittelstraße und Schützenstraße östlich der Birkbuschstraße stillgelegt. Als Nächstes wurde die Linie 42 schrittweise umgestellt. Am 9. Oktober 1925 ging die Neubaustrecke vom Bahnhof Lichterfelde West durch die Curtiusstraße und Drakestraße bis Wiesenbaude in Betrieb. Die Linie 42 wurde betrieblich in einen schmalspurigen und einen normalspurigen Zweig mit Umstieg an der Wiesenbaude geteilt. Die alte Strecke über die Sternstraße wurde aufgegeben, da sie einen zweigleisigen Ausbau nicht zuließ. Am 27. Oktober 1925 wurde der Abschnitt zwischen Wiesenbaude und Bahnhof Lichterfelde Ost zunächst auf einem Gleis umgespurt und die Umsteigestelle zum Bahnhof verlegt, der zweigleisige Betrieb wurde am 21. November 1925 aufgenommen. Im weiteren Verlauf sollte die Strecke nach Steglitz in die Gärtnerstraße verlegt werden. Die Gleise hierzu lagen bereits, wurden aber nicht angeschlossen. Durch die Inbetriebnahme normalspuriger Gleise in der Gélieustraße und Schützenstraße westlich der Birkbuschstraße am 14. Dezember 1925 konnte die Linie 56 wieder über Bahnhof Steglitz geführt werden.

### Übernahme durch die BVG 1929
Durch die Verlegung der Linie 42 in die Drakestraße war die ehemalige Hauptkadettenanstalt nun vom Straßenbahnverkehr abgeschnitten. Um einen Anschluss zu erhalten, wurde daher eine normalspurige Stichstrecke von der Wiesenbaude zur Zehlendorfer Straße angelegt, die ab 16. Juli 1928 von der Linie 74 (Kniprodestraße Ecke Elbinger Straße – Lichterfelder, Zehlendorfer Straße Ecke Sternstraße) befahren wurde. Ab 1929 begann die neu gegründete BVG zunächst mit der Umspurung der Strecke nach Mariendorf. Ab dem 24. Juni 1929 bediente zunächst ein Buspendel den Abschnitt vom Bahnhof Mariendorf bis Kaiserstraße Ecke Chausseestraße der Linie 97. Am 28. November 1929 ging die normalspurige Strecke auf dem Abschnitt in Betrieb. Die zwischenzeitlich ausgebrochene Weltwirtschaftskrise veranlasste die BVG dazu, nur noch die 1929 begonnenen Arbeiten zu Ende zu führen und von einer weiteren Umspurung abzusehen. Am 15. Februar 1930 wurden der meterspurige Teil der Linie 97 und die gesamte Linie 42 – einschließlich der Neubaustrecke in der Drakestraße – eingestellt. Der normalspurige Teil der Linie 97 blieb bis zum 31. März 1930 in Betrieb. Sie wurden durch die Autobuslinien A97 beziehungsweise A44 mit gleichem Laufweg ersetzt.

## Betrieb

### Fahrzeuge

Sommerbeiwagen 1, um 1905

Triebwagen 2, um 1895

Triebwagen 6^{II}, um 1905

Triebwagen 18 bei den Fahrzeugwerkstätten Falkenried, vermutl. nach 1906

Triebwagen 11 nach dem Umbau zum Normalspur-Triebwagen 31, um 1915

Die Angaben zu den Fahrzeugen der Groß-Lichterfelder Straßenbahn sind recht dürftig und widersprechen sich teilweise.
Laut Siemens baute das Unternehmen zunächst drei Triebwagen; jüngere Quellen geben dagegen nur zwei Triebwagen an. Die baugleichen Wagen ohne Nummer hatten eine Länge von fünf Metern bei zwei Meter Breite und boten zwölf Sitzplätze auf Längsbänken und 8–14 Stehplätze. Jeder Wagen besaß nur einen Gleichstrom-Motor unter der Mitte des Fahrzeuges mit einer Leistung von 5,5 PS, der seinen Fahrstrom über Schleifkontakte von den mit eisernen Radkränzen versehenen Holzscheibenrädern erhielt. Eine gewisse Leckstrom-Durchleitung durch das Holz über die Achsen und auch die direkten Streuströme zwischen den Schienen durch den Boden wurden hingenommen. Die Wagen erreichten hiermit eine Durchschnittsgeschwindigkeit von etwa 15 km/h. Die in der Konzession zugelassene Höchstgeschwindigkeit war auf 20 km/h festgesetzt, die Wagen konnten allerdings auch eine Geschwindigkeit von bis zu 40 km/h erreichen. Der zweite Wagen soll im Dezember 1881 geliefert worden sein. Da die Strecke keine Ausweichen besaß, fuhren beide Wagen hintereinander. Später wurde werktags nur ein Wagen eingesetzt, während an den Wochenenden beide Wagen zusammengekuppelt fuhren. Über den Verbleib der Wagen ist wenig bekannt. Sie wurden mit der Erhöhung der Betriebsspannung auf 500 Volt Gleichstrom abgestellt. Ein Triebwagen war nach Berichten aus dem Jahr 1910 „vor langer Zeit“ verbrannt gewesen.
Im Jahr 1892 sollen drei Triebwagen (Tw 1–3) mit Kettenantrieb beschafft worden sein. Sie ähnelten äußerlich den ersten Triebwagen mit vier Seitenfenstern und zwei Achsen. Es gab zwölf quer angeordnete Sitzplätze. Anfangs besaßen sie nur einen 15-PS-Motor (11 kW), ab 1899 erhielten sie einen zweiten Motor. Vermutlich wurde Tw 2 1902 zum Beiwagen umgebaut, die Tw 1 und 3 sollen 1913 zu Sommerbeiwagen umgebaut worden sein. 1894/95 soll der Wagenpark um weitere elf Triebwagen (Tw 11–14) ergänzt worden sein, die den ersten drei Wagen wagenbaulich glichen. Sie besaßen ein BSI-Untergestell und einen Tatzlagermotor mit 20 PS Leistung (14,7 kW) und wurden 1898 mit einem zweiten Motor versehen. 1900 wurden vermutlich weitere zwei und 1902 ein zusätzlicher Triebwagen beschafft. Die Triebwagen hatten jeweils 16 Sitzplätze in Längsanordnung. Einige Wagen wurden zu Beginn des 20. Jahrhunderts ausgemustert. Vier Triebwagen (Tw 5, 11–13) bauten die Teltower Kreisbahnen im Jahr 1912 für den Normalspurbetrieb nach Stahnsdorf um. Ein weiterer Triebwagen (Tw 14II) kam 1906 als Ersatzlieferung hinzu. Er verfügte über sechs Fenster und 18 quer angeordnete Sitzplätze.
Anderen Quellen zufolge wurden die Triebwagen 1–16 als eine Serie bereits 1890 beschafft, auch werden die Beiwagen 1–3 als eigene Fahrzeuge genannt. Triebwagen 17 soll 1898 geliefert worden sein. 1903 kamen vier sechsfenstrige Triebwagen (Tw 18–21) hinzu, 1913 weitere acht Triebwagen (Tw 22–29). Die Triebwagen der letzten Serien waren baulich identisch. Triebwagen 14II wird hier hingegen nicht aufgeführt. Er entsprach seiner Beschreibung her den vorgenannten Triebwagen. Der oben genannte Umbau von vier Triebwagen zu Normalspurfahrzeugen wird hingegen bestätigt.
Mit Ausnahme von fünf vor 1921 ausgemusterten Fahrzeugen (Tw 1–4, 6) wurden sämtliche Fahrzeuge in den Bestand der Berliner Straßenbahn übernommen. Dort wurden sie bis 1930 ausgemustert. Einige Wagen waren vorher noch als Beiwagen oder Arbeitswagen eingesetzt worden.
| Nummer (bis 1921) | Nummer (ab 1921)                | Baujahr   | Hersteller (mech.)       | Hersteller (el.) | Sitzpl. | Stehpl. | Bemerkungen |
| ----------------- | ------------------------------- | --------- | ------------------------ | ---------------- | ------- | ------- | --- |
| o. Nr.            | –                               | 1881      | S&H                      | S&H              | 12      | 14      | 2 Tw; Stromzuführung über Fahrschiene; 1893 ausgemustert |
| 1–3               | 1765–1767                       | 1892      | van der Zypen & Charlier | S&H              | 12      |         | 1906 an TKB Tw 1–3 1913 Tw 1, 3 in TKB Bw 1, 3 (Sommerwagen); 1921 an BSt Bw 1765, 1767 vor 1921 Tw 2 in TKB Bw 2; 1921 an BSt Bw 1766                              |
| 4–14              | 4321–4322, 4326–4327, 4344–4347 | 1894–1895 | van der Zypen & Charlier | S&H              | 16      | 12      | 1906 an TKB 4–14 1912 Tw 5, 11–13 Umbau in Tw 30–33 (Normalspur); 1921 an BSt Tw 4344–4347 1921 Tw 7–10 an BSt Tw 4321–4322, 4326–4327 übrige bis 1921 ausgemustert |
| 15–16             | 4329–4330                       | 1899–1900 | van der Zypen & Charlier | S&H              | 16      | 12      | 1906 an TKB Tw 15–16; 1921 an BSt Tw 4329–4330 |
| 17                | 4331                            | 1902      | van der Zypen & Charlier | S&H              | 16      | 12      | 1906 an TKB Tw 17; 1921 an BSt Tw 4331 |
| 18–21             | 4332–4335                       | 1903      | Falkenried               | S&H              | 18      | 16      | 1906 an TKB Tw 18–21; 1921 an BSt Tw 4332–4335 |
| 14II              | 4328                            | 1906      | Falkenried               | S&H              | 18      | 16      | zuerst als Tw 6II; 1921 an BSt Tw 4328 |
| 22–29             | 4336–4343                       | 1913      | Falkenried               | S&H              | 18      | 20      | 1921 an BSt Tw 4336–4343 |
| –                 | 1578–1583                       | 1913      |                          |                  | 16–18   |         | zweiachsige Beiwagen, ex Heiligensee Bw 1–6, 1925 umgespurt, 1930 ausgemustert                                                                                      |

### Betriebshöfe

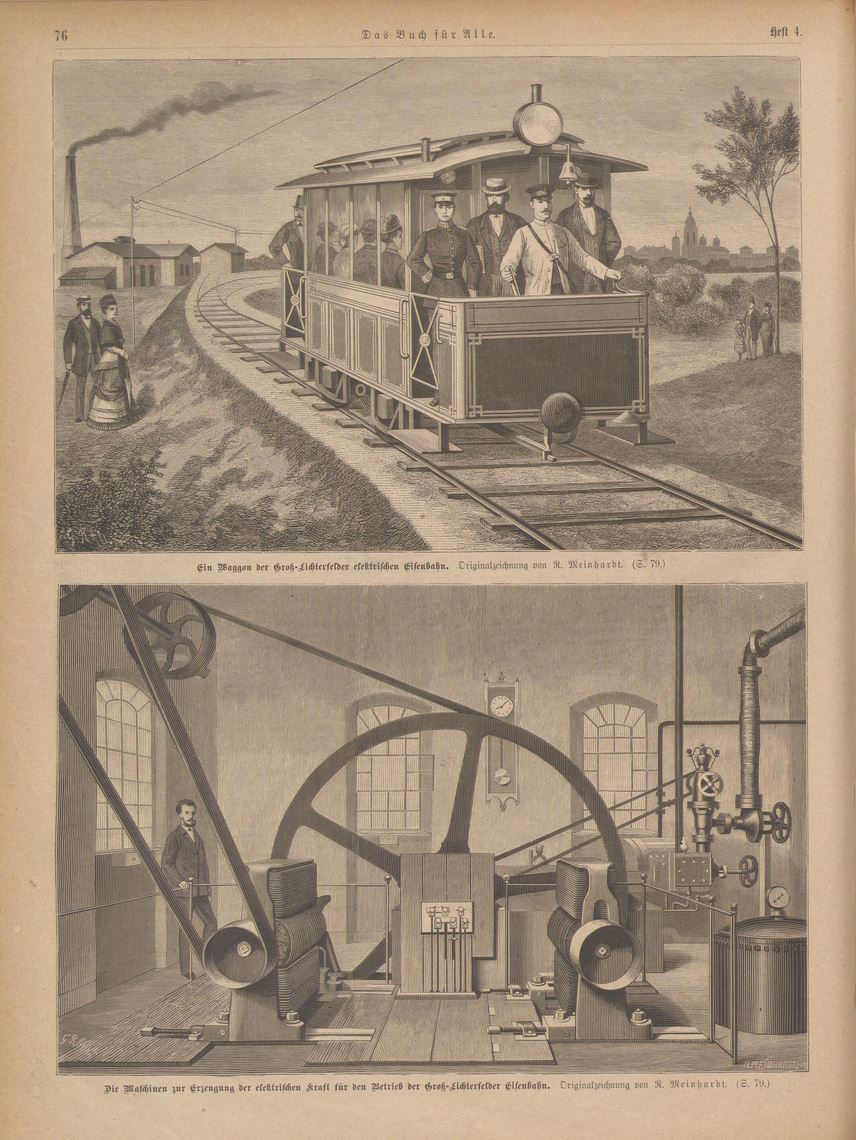
Erster Straßenbahnwagen in der Bogenstraße und Blick in das Maschinenhaus, 1882

Triebwagen 6 vor dem Betriebshof an der Berliner Straße, um 1895

Für die Bahn von 1881 stand auf dem Grundstück des Wasserwerks Lichterfelde an der Bogenstraße ein kleiner Wagenschuppen zur Verfügung. Gleichzeitig befand sich auf dem Grundstück das Maschinenhaus. Der Generator zur Stromerzeugung lieferte eine Gleichspannung von 180 V, hatte eine Nennleistung von 12–15 PS und wurde von der Betriebsdampfmaschine des Wasserwerks angetrieben. Der Hof wurde vermutlich bis zur Inbetriebnahme des neuen Betriebshofes an der Berliner Straße genutzt. Bereits 1893 mit der Inbetriebsetzung der neuen Straßenbahntriebwagen wurde die Betriebsspannung auf 500 V angehoben.
Im Zuge der umfangreichen Streckenerweiterungen ging 1895 ein neuer Betriebshof an der Berliner Straße 1 (heute Ostpreußendamm) in Betrieb. Die Wagenhalle bot Platz für 28 Wagen. Auf dem Gelände waren gleichzeitig ein neues Kraftwerk zur Stromversorgung und die Verwaltung eingerichtet. Dieses Kraftwerk lieferte 1899–1901 auch den Gleichstrom für die von Siemens betriebene Drehstrom-Versuchsstrecke Groß-Lichterfelde–Zehlendorf. Der Gleichstrom wurde zu einem Umformerwerk an der heutige Goerzallee übertragen und dort mit einem Drehstromgenerator umgeformt. Ebenfalls von diesem Kraftwerk wurde der von Siemens eingerichtete elektrische Versuchsbetrieb auf der Wannseebahn in den Jahren 1900 bis 1902 mit 750 V Gleichstrom versorgt.
Mit der Übernahme durch die Berliner Straßenbahn wurde er zunächst als Hof 27a geführt und war somit eine Außenstelle des Betriebshofs 27 in der Birkbuschstraße. Später erhielt er die Nummer 11a, was ihn als Außenstelle des Hofs 11 am Hindenburgdamm auswies. Mit der Stilllegung des Meterspurnetzes wurde der Hof 1930 geschlossen und später an die Berliner Stadtreinigung abgegeben, die das Gelände nach wie vor nutzt.

### Fahrplan und Tarife
Mit Betriebsbeginn am 16. Mai 1881 galt ein Fahrplan, der zwölf Fahrten je Richtung vorsah. Die Fahrten waren so gelegt, dass am Anhalter Bahnhof Anschluss zu den Zügen von und nach Berlin bestand. Die Fahrzeit betrug zehn Minuten, der Fahrpreis lag bei 20 Pfennig. Mit der Verlängerung zum Potsdamer Bahnhof verlagerte sich der Verkehr zunehmend auf den neuen Abschnitt, da die Potsdamer Bahn und ab 1891 die Wannseebahn stärker befahren waren als die Anhalter Bahn. Der Fahrplan war daher so gestaltet, dass ein Wagen mit 17 Fahrten die gesamte Strecke befuhr und der zweite Wagen mit täglich sechs Fahrten zwischen Kadettenanstalt und Potsdamer Bahnhof pendelte. Der Fahrpreis für die Gesamtstrecke wurde gleichzeitig auf 30 Pfennig angehoben, der Fahrpreis für die alte Strecke blieb somit identisch. Die Teilstrecke Kadettenanstalt – Potsdamer Bahnhof kostete auf Grund der kürzeren Länge 15 Pfennig, kürzere Teilstrecken kosteten jeweils 10 Pfennig. Ab dem 1. Oktober 1890 wurden Monatskarten zu acht Mark für die Gesamtstrecke und jeweils fünf Mark für Teilstrecken von der Hauptkadettenanstalt zu den Bahnhöfen ausgegeben. Mit der Verlegung des östlichen Streckenabschnittes in die Wilhelmstraße wurden die Teilstreckenfahrpreise neu festgelegt, der Gesamtpreis blieb bei 30 Pfennig. Kinder und Kadetten zahlten jeweils 10 Pfennig. Im Fahrplan vom 3. Mai 1894 gab es neben den durchgehenden Fahrten mehrere Pendelfahrten von der Kadettenanstalt zu beiden Bahnhöfen. Teilweise waren die Fahrten so miteinander abgestimmt, dass an der Kadettenanstalt ein Anschluss bestand. Auf dem Abschnitt zwischen Kadettenanstalt und Potsdamer Bahnhof bestand so tagsüber ein annähernder 20-Minuten-Takt. Diese Betriebsführung blieb über mehrere Fahrplanperioden bestehen.
Größere Änderungen gab es mit den Erweiterungen des Jahres 1895. Der Fahrplan sah auf allen Linien einen 20-Minuten-Takt vor. Für eine Fahrt vom Anhalter Bahnhof zum Bahnhof Steglitz wurde ein Fahrpreis von 25 Pfennig erhoben, die Fahrt zwischen Steglitz und Südende kostete zehn Pfennig. Am 1. August 1895 wurde der Fahrpreis für die Fahrt vom Anhalter Bahnhof zum Potsdamer Bahnhof und nach Steglitz auf 20 Pfennig herabgesetzt und die Teilstreckentarife neu festgelegt. Teilweise berechtigten die Fahrten zum Umstieg an der Wiesenbaude, da die Linie Lichterfelde – Steglitz über Chausseestraße dort endete. Schüler zahlten auf den längsten Strecken ebenfalls zehn Pfennig. Der gesonderte Tarif für Kadetten entfiel gleichzeitig. Die Linien waren zur Unterscheidung mit verschiedenfarbigen Signaltafeln gekennzeichnet.
Um den Einnahmeausfall, der durch den Wegfall des von der Hauptkadettenanstalt gewährten Zuschusses entstand, zu kompensieren, gab es am 1. Januar 1896 einen erneuten Fahrplanwechsel. Die Chausseestraßen-Linie wurde zum Anhalter Bahnhof verlängert und die alte Linie auf den Abschnitt Potsdamer Bahnhof – Wiesenbaude verkürzt. Somit konnte ein Wagenumlauf eingespart werden. Nach zahlreichen Protesten aus der Bevölkerung verlängerte die ESGL die Linie ab dem 1. Dezember 1896 bis zur Kreuzung Wilhelmstraße Ecke Berliner Straße um die Verbindung zum Rathaus und zum Gymnasium zu verbessern. Ab 1898 fuhr die Linie wieder zwischen beiden Lichterfelder Bahnhöfen. Etwa zeitgleich weitete die ESGL die Zahl der Zehn-Pfennig-Teilstrecken durch Verkürzung selbiger aus. Bei einigen Spätfahrten erhob sie teilweise den doppelten Fahrpreis, Zeitkartenfahrer hatten einen Zuschlag in Höhe des einfachen Fahrpreises zu entrichten. Im Geschäftsjahr 1897/98 gab die Bahn erstmals Arbeiterwochenkarten aus. Die Monatskarten kosteten je nach Länge der gültigen Teilstrecke 3,00; 4,50 oder 6,00 Mark, für das gesamte Netz kostete die Monatskarte 8,00 Mark und für Schüler 3,00 Mark. Eine Jahreskarte für das gesamte Netz kam auf 60,00 Mark. Im folgenden Geschäftsjahr wurden erstmals Umsteigefahrscheine ausgegeben.
Infolge der durch die Villenbebauung vergleichsweise dünnen Besiedlung hatte die Bahn unbefriedigende Ergebnisse. Zu einer Verdichtung des 20-Minuten-Taktes kam es daher zu Zeiten der ESGL nicht.
Über die Fahrplan- und Tarifbestimmungen für den Zeitraum nach 1906 liegen keine Informationen vor.

## Rezeption und Erinnerungsstätten

Modell der ersten Straßenbahn im Steglitz-Museum

Informationstafel zur ersten elektrisch betriebenen Straßenbahn der Welt in Groß-Lichterfelde

Straßenbahndenkmal in Lichterfelde Ost vor der Bahnunterführung Königsberger Straße

Die Inbetriebnahme der Lichterfelder Straßenbahn am 16. Mai 1881 wird als erste öffentliche, dem Personenverkehr dienende Straßenbahn der Welt eingeordnet.
Ein sehr frühes von Siemens gebautes Modell dieser ersten Straßenbahn sowie der Original-Generator und der Original-Fahrmotor befinden sich im Bestand des Deutschen Museums in München. Ein 2005 gebautes Modell der Straßenbahn im Maßstab 1:10 ist im Steglitz-Museum ausgestellt.
Zweieinhalb Jahre nach der 100-jährigen Wiederkehr der Inbetriebnahme wurde am 13. Dezember 1983 an der Kreuzung Königsberger Straße Ecke Morgensternstraße und Jungfernstieg direkt vor der Bahnbrücke ein Denkmal in Form einer historisierten Haltestelle aufgestellt. Zum 125-jährigen Jubiläum im Jahr 2006 wurde das Denkmal durch die BVG saniert und durch ein Gleisstück ergänzt.
Im Bahnhof Lichterfelde Ost befindet sich heute im Bahnsteigtunnel eine Informationstafel zur Elektrischen Straßenbahn Lichterfelde – Kadettenanstalt, deren Erstellung und Anbringung durch die Stiftung Werner-von-Siemens-Ring initiiert wurde.

## Auswirkungen
Im Jahr 1883 ging mit Siemens-Technik die Lokalbahn Mödling–Hinterbrühl in der Nähe von Wien als Überlandstraßenbahn in Betrieb. Diese benutzte zur Stromzuführung eine zweipolige Fahrleitung in Kupferrohren mit kleinem Durchmesser und einem Schlitz an der Unterseite (Schlitzrohrfahrleitung). Mit dem gleichen System wurde 1884 von der Frankfurt-Offenbacher Trambahn-Gesellschaft die erste Strecke einer elektrischen Straßenbahn im kommerziellen Nahverkehr in Deutschland eröffnet. In München bestand von 1886 bis 1895 die Ungererbahn. Sie erhielt den Fahrstrom ebenfalls über die Fahrschienen.
Das erste elektrisch betriebene Straßenbahnnetz im Deutschen Reich entstand ab 1890 in Halle (Saale), nachdem die AEG die Hallesche Straßenbahn-AG erworben und deren Strecken elektrifiziert hatte.